# نهائي كأس ألمانيا 1939
نهائي كأس ألمانيا 1939 هي المباراة النهائية من منافسة كأس ألمانيا 1939، أقيمت المباراة في 28 أبريل 1940، في الملعب الأولمبي، بين فريقي نادي نورنبرغ، وفالدهوف مانهايم، وفاز فيها نادي نورنبرغ، بعد أن هزم فالدهوف مانهايم، بنتيجة 2 - 0، وحضر المباراة 60000 شخصاً.

## تفاصيل المباراة
لعبت المباراة النهائية في 28 أبريل 1940.
| نادي نورنبرغ | 2 -0 | فالدهوف مانهايم |
| ------------ | ---- | --------------- |
|              |      |                 |